# Гайнц Реккер
Гайнц Реккер (нім. Heinz Rökker; 10 жовтня 1920, Ольденбург — 2 серпня 2018, Ольденбург) — німецький льотчик-ас винищувальної авіації, гауптман люфтваффе вермахту і резерву люфтваффе бундесверу. Кавалер Лицарського хреста Залізного хреста з дубовим листям.

## Біографія
В жовтні 1939 року вступив в люфтваффе. Після закінчення авіаційного училища 6 травня 1942 року зарахований в 1-у ескадрилью 2-ї ескадри нічних винищувачів, з якою брав участь у боях на Середземному морі і в Північній Африці. З серпня 1942 року ескадрилья Реккера дислокувалася в Бельгії. З 15 грудня 1942 року — командир 1-ї ескадрильї своєї ескадри. З лютого 1943 року брав участь у боях у районі Сицилії та в Тунісі, а з червня 1943 року — над Німеччиною. В березні 1944 року тричі (у ніч на 16, 23 і 25) збив по 3 літаки супротивника і довів загальний рахунок своїх перемог до 20. З 1 квітня 1944 року — командир 2-ї ескадрильї своєї ескадри. В ніч на 22 лютого 1944 року збив 6 літаків (56-61 перемоги). В ніч на 22 лютого 1945 року збив 6 літаків. Всього за час бойових дій здійснив 161 бойовий виліт і збив 64 літаки (в тому числі 55 чотиримоторних бомбардувальників), всі вночі. В 1950-60-х роках служив у ВПС ФРН.

## Звання
- Єфрейтор (1 жовтня 1940)
- Фенріх (1 травня 1941)
- Оберфенріх (1 серпня 1941)
- Лейтенант (1 листопада 1941)
- Оберлейтенант (1 грудня 1943)
- Гауптман (1 серпня 1944)

## Нагороди
- Нагрудний знак пілота
- Залізний хрест
  - 2-го класу (13 липня 1942)
  - 1-го класу (14 серпня 1942)
- Авіаційна планка нічного винищувача
  - в бронзі (17 червня 1942)
  - в сріблі (5 серпня 1942)
  - в золоті (19 січня 1944)
- Нагрудний знак «За поранення» в чорному (14 липня 1942)
- Почесний Кубок Люфтваффе (12 червня 1944)
- Німецький хрест в золоті (13 червня 1944)
- Лицарський хрест Залізного хреста з дубовим листям
  - лицарський хрест (27 липня 1944) — за 35 перемог.
  - дубове листя (№781; 12 березня 1945) — за 61 перемогу.